# 利島農業協同組合
利島農業協同組合（としまのうぎょうきょうどうくみあい）は、東京都利島村に本部機構を置く農業協同組合。愛称はJA利島。

## 概要
東京都利島村に本部を置く専門農協である。「利島村農業協同組合」の設立後、他5農協と合併し、東京島しょ農業協同組合が設立された。しかし、各島を隔てる距離や交通の不便さなどが影響し、各地域の自主性、自律的経営を行うという方針のもと新設分割が計画され、2021年（令和3年）に新たに「利島農業協同組合」として設立された。主に椿油の製造と販売を行っている。
JA東京島しょ時代より利島店は椿油の販売に力を入れており、2018年（平成30年）時点では企業25社と数千人の個人客を持ち、Amazon等のネット販売も行っていたことから、2015年（平成27年）の売上は椿油だけで1億円を超えていた。また、シトゲの販売やスーパーの運営、発電所の管理を行っていることから経営状況は極めて良好であったため、早急に利島農業協同組合として独立したいという声もあった。

## 沿革
- 年月日不明 - 利島村農業協同組合が設立される。

- 2001年（平成13年）4月1日 - JA利島村が他5農協と合併し、東京島しょ農業協同組合（JA東京島しょ）が設立される[1]。
- 2021年（令和3年）5月24日 - JA東京島しょの新設分割計画により、新たに「利島農業協同組合」が設立される[1]。